# David Dunbar Buick
David Dunbar Buick, född 17 september 1854 i Skottland, död 5 mars 1929, var en amerikansk uppfinnare, mest känd som grundare av biltillverkaren Buick Motor Company. 
David Dunbar Buick föddes i Skottland, men familjen emigrerade till USA när han bara var två år gammal. Efter skolan började han arbeta för en firma som tillverkade VVS-artiklar. 1882 tog han över företaget och förbättrade tillverkningen av badkar. Under 1890-talet väcktes hans intresse för förbränningsmotorn och han arbetade främst med toppventilsmotorer.
1902 startade han Buick Manufacturing Company för att tillverka bilar, men företaget fick snart slut på pengar. Redan året därpå startades Buick Motor Company och när även detta företag fick problem kom William C. Durant in som finansiär. Buick och Durant hade olika uppfattning om hur företaget skulle skötas och 1906 lämnade Buick företaget som bar hans namn. De pengar han gjort på rörmokeri och biltillverkning försvann genom misslyckade investeringar och Buick dog utblottad 1929.